# Eucynorta lutea
Eucynorta lutea is een hooiwagen uit de familie Cosmetidae.